# Acanthodelta ministra
Acanthodelta ministra là một loài bướm đêm trong họ Noctuidae.